# Монтано-Лучино
Монтано-Лучино (итал. Montano Lucino) — коммуна в Италии, располагается в регионе Ломбардия, подчиняется административному центру Комо.
Население составляет 4747 человека (на 31/10/2010), плотность населения составляет 829 чел./км². Занимает площадь 5,18 км². Почтовый индекс — 22070. Телефонный код — 031.
Покровителями коммуны почитаются святой великомученик Георгий, празднование 23 апреля, и святой апостол Андрей, празднование 30 ноября.